# Манастир Острос
Манастир Острос (Манастир Пречиста Крајинска) је српски средњовековни манастир који се налази у Скадарској Крајини, на југозападној обали Скадарског језера, у близини села Мали и Велики Острос, 22 километара југоисточно од Вирпазара, у близини границе са Албанијом. Сматра се да је Маријинско јеванђеље, писано на глагољици, један од најстаријих старословенских рукописа из 11.века, написано у овом манастиру.

## Историја
Први пут се црква у Крајини помиње крајем 10. века у Летопису попа Дукљанина, када је у њој сахрањен Петрислав, отац кнеза Владимира. Крајина се у 11. веку наводи као престоница, двор кнеза Владимира. У цркву свете Марије, коју је по предању подигла Владимирова жена Косара, ћерка цара Самуила, пренето је његово тело из Преспе 1016. године. Мошти краља Владимира налазиле су се у манастиру до 1215. године, када су пренете у манастир Светог Јована Владимира код Елбасана. Манастир се помиње 1417.године у повељи Балше III, када је био седиште Зетске митрополије, а претпоставља се да је срушен и запустео крајем 17. века, у походима скадарског везира Сулејман-паше Бушатлије.
Око 1417. кнез Балша III је поклнио два гумна соли манастирима Врањини и Морачнику, уз обавезу да десетину соли дају Богородичиној светој обитељи у Крајини.

## Изглед манастирског комплекса
Остаци манастирског комплекса данас су у рушевинама. Више се сачувала једино кула-звоник на западном крају једне веће просторије сазидане у продужетку западног дела цркве, посвећене Успењу Богородице, за коју се претпоставља да је могла бити намењена било за становање, било за трпезарију. Кула је имала пет спратова са дрвеним међуспратним таваницама. На четвртом спрату се налазила мала капела са апсидом, а данас је кула делимично обновљена. Од обимних зидова комплекса нешто видљивих остатака сачувало се једино на северној страни. Остаци зидова, највероватније касније призиданих, налазе се и уз саму црквену грађевину, али су неопходна даља истраживања.
Сам положај манастира није био нарочито погодан за одбрану. Међутим, ако је тачно да је Крајина име места у коме је столовао Владимир и да се оно односи на ближу околину комплекса, онда се може претпоставити да су за одбрану служиле и околне камените главице према самом језеру.